# Screen Actors Guild Award per il miglior cast in una serie drammatica
Lo Screen Actors Guild Award per il miglior cast in una serie drammatica (Screen Actors Guild Award for Outstanding Performance by an Ensemble in a Drama Series) viene assegnato al miglior cast di una serie televisiva drammatica dalla Screen Actors Guild.

## Vincitori e candidati
I vincitori sono indicati in grassetto. L'elenco mostra i vincitori di ogni anno, seguito dai membri del cast che hanno ricevuto una candidatura. Per ogni cast viene indicato il film che gli è valso la candidatura (titolo italiano e titolo originale tra parentesi. Se è presente un solo titolo il film è italiano o, più spesso, non è stato distribuito in Italia o è stato distribuito usando il titolo originale).

### 1990
- 1995
  - NYPD - New York Police Department (NYPD Blue) - Gordon Clapp, Dennis Franz, Sharon Lawrence, James McDaniel, Gail O'Grady, Jimmy Smits, Nicholas Turturro
  - Chicago Hope - Adam Arkin, Héctor Elizondo, Thomas Gibson, Roxanne Hart, Peter MacNicol, E.G. Marshall, Mandy Patinkin
  - E.R. - Medici in prima linea (ER) - George Clooney, Anthony Edwards, Eriq La Salle, Julianna Margulies, Sherry Stringfield, Noah Wyle
  - La famiglia Brock (Picket Fences) - Kathy Baker, Don Cheadle, Holly Marie Combs, Kelly Connell, Robert Cornthwaite, Fyvush Finkel, Lauren Holly, Costas Mandylor, Justin Shenkarow, Tom Skerritt, Leigh Taylor-Young, Ray Walston, Adam Wylie
  - Law & Order - I due volti della giustizia (Law & Order) - Jill Hennessy, Steven Hill, S. Epatha Merkerson, Chris Noth, Jerry Orbach, Sam Waterston
- 1996
  - E.R. - Medici in prima linea (ER) - George Clooney, Anthony Edwards, Eriq La Salle, Julianna Margulies, Gloria Reuben, Sherry Stringfield, Noah Wyle
  - La famiglia Brock (Picket Fences) - Amy Aquino, Kathy Baker, Don Cheadle, Kelly Connell, Fyvush Finkel, Lauren Holly, Costas Mandylor, Marlee Matlin, Justin Shenkarow, Tom Skerritt, Ray Walston, Adam Wylie
  - Chicago Hope - Adam Arkin, Peter Berg, Jayne Brook, Vondie Curtis-Hall, Héctor Elizondo, Thomas Gibson, Roxanne Hart, Christine Lahti, Peter MacNicol, Mandy Patinkin, Jamey Sheridan
  - Law & Order - I due volti della giustizia (Law & Order) - Benjamin Bratt, Jill Hennessy, Steven Hill, S. Epatha Merkerson, Chris Noth, Jerry Orbach, Sam Waterston
  - NYPD - New York Police Department (NYPD Blue) - Gordon Clapp, Kim Delaney, Dennis Franz, Sharon Lawrence, James McDaniel, Justine Miceli, Gail O'Grady, Jimmy Smits, Nicholas Turturro
- 1997
  - E.R. - Medici in prima linea (ER) - George Clooney, Anthony Edwards, Laura Innes, Eriq La Salle, Julianna Margulies, Gloria Reuben, Sherry Stringfield, Noah Wyle
  - Chicago Hope - Adam Arkin, Peter Berg, Jayne Brook, Rocky Carroll, Vondie Curtis-Hall, Héctor Elizondo, Thomas Gibson, Mark Harmon, Christine Lahti, Jamey Sheridan
  - Law & Order - I due volti della giustizia (Law & Order) - Benjamin Bratt, Steven Hill, Carey Lowell, S. Epatha Merkerson, Jerry Orbach, Sam Waterston
  - NYPD - New York Police Department (NYPD Blue) - Gordon Clapp, Kim Delaney, Dennis Franz, Sharon Lawrence, James McDaniel, Jimmy Smits, Nicholas Turturro
  - X-Files (The X-Files) - Gillian Anderson, William B. Davis, David Duchovny, Mitch Pileggi, Steven Williams
- 1998
  - E.R. - Medici in prima linea (ER) - Maria Bello, George Clooney, Anthony Edwards, Laura Innes, Alex Kingston, Eriq La Salle, Julianna Margulies, Gloria Reuben, Noah Wyle
  - Chicago Hope - Adam Arkin, Peter Berg, Jayne Brook, Rocky Carroll, Vondie Curtis-Hall, Stacy Edwards, Héctor Elizondo, Mark Harmon, Christine Lahti
  - Law & Order - I due volti della giustizia (Law & Order) - Benjamin Bratt, Steven Hill, Carey Lowell, S. Epatha Merkerson, Jerry Orbach, Sam Waterston
  - NYPD - New York Police Department (NYPD Blue) - Gordon Clapp, Kim Delaney, Dennis Franz, James McDaniel, Jimmy Smits, Andrea Thompson, Nicholas Turturro
  - X-Files (The X-Files) - Gillian Anderson, William B. Davis, David Duchovny, Mitch Pileggi
- 1999
  - E.R. - Medici in prima linea (ER) - George Clooney, Anthony Edwards, Laura Innes, Alex Kingston, Eriq La Salle, Julianna Margulies, Kellie Martin, Gloria Reuben, Noah Wyle
  - Law & Order - I due volti della giustizia (Law & Order) - Benjamin Bratt, Angie Harmon, Steven Hill, Carey Lowell, S. Epatha Merkerson, Jerry Orbach, Sam Waterston
  - NYPD - New York Police Department (NYPD Blue) - Gordon Clapp, Kim Delaney, Dennis Franz, Sharon Lawrence, James McDaniel, Jimmy Smits, Andrea Thompson, Nicholas Turturro
  - The Practice - Professione avvocati (The Practice) - Michael Badalucco, Lara Flynn Boyle, LisaGay Hamilton, Steve Harris, Camryn Manheim, Dylan McDermott, Marla Sokoloff, Kelli Williams
  - X-Files (The X-Files) - Gillian Anderson, William B. Davis, David Duchovny, Chris Owens, James Pickens Jr., Mitch Pileggi

### 2000
- 2000
  - I Soprano (The Sopranos) - Lorraine Bracco, Dominic Chianese, Edie Falco, James Gandolfini, Robert Iler, Michael Imperioli, Nancy Marchand, Vincent Pastore, Jamie-Lynn DiScala, Tony Sirico, Steven Van Zandt
  - E.R. - Medici in prima linea (ER) - Anthony Edwards, Laura Innes, Alex Kingston, Eriq La Salle, Julianna Margulies, Kellie Martin, Paul McCrane, Michael Michele, Erik Palladino, Gloria Reuben, Goran Višnjić, Noah Wyle
  - Law & Order - I due volti della giustizia (Law & Order) - Angie Harmon, Steven Hill, Jesse L. Martin, S. Epatha Merkerson, Jerry Orbach, Sam Waterston
  - NYPD - New York Police Department (NYPD Blue) - Bill Brochtrup, Gordon Clapp, Kim Delaney, Dennis Franz, James McDaniel, Rick Schroder, Andrea Thompson, Nicholas Turturro
  - The Practice - Professione avvocati (The Practice) - Michael Badalucco, Lara Flynn Boyle, LisaGay Hamilton, Steve Harris, Camryn Manheim, Dylan McDermott, Marla Sokoloff, Kelli Williams
- 2001
  - West Wing - Tutti gli uomini del Presidente (The West Wing) - Dulé Hill, Allison Janney, Moira Kelly, Rob Lowe, Janel Moloney, Richard Schiff, Martin Sheen, John Spencer, Bradley Whitford
  - E.R. - Medici in prima linea (ER) - Anthony Edwards, Laura Innes, Alex Kingston, Eriq La Salle, Paul McCrane, Michael Michele, Ming-Na Wen, Erik Palladino, Maura Tierney, Goran Višnjić, Noah Wyle
  - Law & Order - I due volti della giustizia (Law & Order) - Angie Harmon, Jesse L. Martin, S. Epatha Merkerson, Jerry Orbach, Sam Waterston, Dianne Wiest
  - The Practice - Professione avvocati (The Practice) - Michael Badalucco, Lara Flynn Boyle, LisaGay Hamilton, Steve Harris, Camryn Manheim, Dylan McDermott, Marla Sokoloff, Kelli Williams
  - I Soprano (The Sopranos) - Lorraine Bracco, Dominic Chianese, Drea de Matteo, Edie Falco, James Gandolfini, Robert Iler, Michael Imperioli, Nancy Marchand, Vincent Pastore, David Proval, Jamie-Lynn DiScala, Tony Sirico, Aida Turturro, Steven Van Zandt
- 2002
  - West Wing - Tutti gli uomini del Presidente (The West Wing) - Dulé Hill, Allison Janney, Rob Lowe, Janel Moloney, Richard Schiff, Martin Sheen, John Spencer, Bradley Whitford
  - CSI - Scena del crimine (CSI: Crime Scene Investigation) - Gary Dourdan, George Eads, Jorja Fox, Paul Guilfoyle, Robert David Hall, Marg Helgenberger, William Petersen, Eric Szmanda
  - Law & Order - I due volti della giustizia (Law & Order) - Jesse L. Martin, S. Epatha Merkerson, Jerry Orbach, Elisabeth Röhm, Sam Waterston, Dianne Wiest
  - Six Feet Under - Lauren Ambrose, Frances Conroy, Rachel Griffiths, Michael C. Hall, Richard Jenkins, Peter Krause, Freddy Rodríguez, Jeremy Sisto, Mathew St. Patrick
  - I Soprano (The Sopranos) - Lorraine Bracco, Federico Castelluccio, Dominic Chianese, Drea de Matteo, Edie Falco, James Gandolfini, Robert Iler, Michael Imperioli, Joe Pantoliano, Steve Schirripa, Jamie-Lynn DiScala, Tony Sirico, Aida Turturro, Steven Van Zandt, John Ventimiglia
- 2003
  - Six Feet Under - Lauren Ambrose, Frances Conroy, Rachel Griffiths, Michael C. Hall, Peter Krause, Freddy Rodríguez, Mathew St. Patrick
  - CSI - Scena del crimine (CSI: Crime Scene Investigation) - Gary Dourdan, George Eads, Jorja Fox, Paul Guilfoyle, Robert David Hall, Marg Helgenberger, William Petersen, Eric Szmanda
  - I Soprano (The Sopranos) - Lorraine Bracco, Federico Castelluccio, Dominic Chianese, Vincent Curatola, Drea de Matteo, Edie Falco, James Gandolfini, Robert Iler, Michael Imperioli, Joe Pantoliano, Steve Schirripa, Jamie-Lynn DiScala, Tony Sirico, Aida Turturro, Steven Van Zandt, John Ventimiglia
  - 24 - Reiko Aylesworth, Xander Berkeley, Carlos Bernard, Jude Ciccolella, Sarah Clarke, Elisha Cuthbert, Michelle Forbes, Laura Harris, Dennis Haysbert, Penny Johnson Jerald, Phillip Rhys, Kiefer Sutherland, Sarah Wynter
  - West Wing - Tutti gli uomini del Presidente (The West Wing) - Stockard Channing, Dulé Hill, Allison Janney, Rob Lowe, Joshua Malina, Janel Moloney, Mary-Louise Parker, Richard Schiff, Martin Sheen, John Spencer, Lily Tomlin, Bradley Whitford
- 2004
  - Six Feet Under - Lauren Ambrose, Frances Conroy, Ben Foster, Rachel Griffiths, Michael C. Hall, Peter Krause, Peter Macdissi, Justina Machado, Freddy Rodríguez, Mathew St. Patrick, Lili Taylor, Rainn Wilson
  - CSI - Scena del crimine (CSI: Crime Scene Investigation) - Gary Dourdan, George Eads, Jorja Fox, Paul Guilfoyle, Robert David Hall, Marg Helgenberger, William Petersen, Eric Szmanda
  - Law & Order - I due volti della giustizia (Law & Order) - Jesse L. Martin, S. Epatha Merkerson, Jerry Orbach, Elisabeth Röhm, Fred Dalton Thompson, Sam Waterston
  - West Wing - Tutti gli uomini del Presidente (The West Wing) - Stockard Channing, Dulé Hill, Allison Janney, Joshua Malina, Janel Moloney, Richard Schiff, Martin Sheen, John Spencer, Bradley Whitford
  - Senza traccia (Without a Trace) - Eric Close, Marianne Jean-Baptiste, Anthony LaPaglia, Poppy Montgomery, Enrique Murciano
- 2005
  - CSI - Scena del crimine (CSI: Crime Scene Investigation) - Gary Dourdan, George Eads, Jorja Fox, Paul Guilfoyle, Robert David Hall, Marg Helgenberger, William Petersen, Eric Szmanda
  - Six Feet Under - Lauren Ambrose, Frances Conroy, James Cromwell, Idalis DeLeon, Peter Facinelli, Ben Foster, Sprague Grayden, Rachel Griffiths, Michael C. Hall, Peter Krause, Justina Machado, Freddy Rodríguez, Mathew St. Patrick, Mena Suvari, Justin Theroux
  - I Soprano (The Sopranos) - Lorraine Bracco, Steve Buscemi, Dominic Chianese, Vincent Curatola, Drea de Matteo, Jamie-Lynn DiScala, Edie Falco, James Gandolfini, Robert Iler, Michael Imperioli, Steve Schirripa, Tony Sirico, Aida Turturro, Steven Van Zandt, John Ventimiglia
  - 24 - Reiko Aylesworth, Carlos Bernard, Elisha Cuthbert, James Badge Dale, Joaquim de Almeida, Dennis Haysbert, Mary Lynn Rajskub, Paul Schulze, Kiefer Sutherland
  - West Wing - Tutti gli uomini del Presidente (The West Wing) - Stockard Channing, Kristin Chenoweth, Dulé Hill, Allison Janney, Joshua Malina, Mary McCormack, Janel Moloney, Richard Schiff, Martin Sheen, John Spencer, Lily Tomlin, Bradley Whitford
- 2006
  - Lost - Adewale Akinnuoye-Agbaje, Naveen Andrews, Emilie de Ravin, Matthew Fox, Jorge Garcia, Maggie Grace, Josh Holloway, Malcolm David Kelley, Daniel Dae Kim, Yunjin Kim, Evangeline Lilly, Dominic Monaghan, Terry O'Quinn, Harold Perrineau, Michelle Rodriguez, Ian Somerhalder, Cynthia Watros
  - The Closer - G. W. Bailey, Anthony John Denison, Robert Gossett, Corey Reynolds, Kyra Sedgwick, J. K. Simmons, Jon Tenney
  - Grey's Anatomy - Justin Chambers, Patrick Dempsey, Katherine Heigl, T. R. Knight, Sandra Oh, James Pickens Jr., Ellen Pompeo, Kate Walsh, Isaiah Washington, Chandra Wilson
  - Six Feet Under - Lauren Ambrose, Joanna Cassidy, Frances Conroy, James Cromwell, Rachel Griffiths, Michael C. Hall, Tina Holmes, Peter Krause, Justina Machado, Freddy Rodríguez, Jeremy Sisto, Mathew St. Patrick
  - West Wing - Tutti gli uomini del Presidente (The West Wing) - Alan Alda, Kristin Chenoweth, Janeane Garofalo, Dulé Hill, Allison Janney, Joshua Malina, Mary McCormack, Janel Moloney, Teri Polo, Richard Schiff, Martin Sheen, Jimmy Smits, John Spencer, Bradley Whitford
- 2007
  - Grey's Anatomy - Justin Chambers, Eric Dane, Patrick Dempsey, Katherine Heigl, T. R. Knight, Sandra Oh, James Pickens Jr., Ellen Pompeo, Sara Ramírez, Kate Walsh, Isaiah Washington, Chandra Wilson
  - Boston Legal - René Auberjonois, Candice Bergen, Craig Bierko, Julie Bowen, William Shatner, James Spader, Mark Valley
  - Deadwood - Jim Beaver, Powers Boothe, Sean Bridgers, W. Earl Brown, Dayton Callie, Brian Cox, Kim Dickens, Brad Dourif, Anna Gunn, John Hawkes, Jeffrey Jones, Paula Malcomson, Gerald McRaney, Ian McShane, Timothy Olyphant, Molly Parker, Leon Rippy, William Sanderson, Brent Sexton, Bree Seanna Wall, Robin Weigert, Titus Welliver
  - I Soprano (The Sopranos) - Sharon Angela, Lorraine Bracco, Max Casella, Dominic Chianese, Edie Falco, James Gandolfini, Joseph R. Gannascoli,  Dan Grimaldi, Robert Iler, Michael Imperioli, Steven R. Schirripa, Jamie-Lynn DiScala, Tony Sirico, Aida Turturro, Maureen Van Zandt, Steven Van Zandt, Frank Vincent
  - 24 - Jayne Atkinson, Jude Ciccolella, Roger R. Cross, Gregory Itzin, Louis Lombardi, James Morrison, Glenn Morshower, Mary Lynn Rajskub, Kim Raver, Jean Smart, Kiefer Sutherland
- 2008
  - I Soprano (The Sopranos) - Greg Antonacci, Lorraine Bracco, Edie Falco, James Gandolfini, Dan Grimaldi, Robert Iler, Michael Imperioli, Arthur J. Nascarella, Steve Schirripa, Matt Servitto, Jamie-Lynn Sigler, Tony Sirico, Aida Turturro, Steven Van Zandt, Frank Vincent
  - Boston Legal - René Auberjonois, Candice Bergen, Julie Bowen, Saffron Burrows, Christian Clemenson, Taraji P. Henson, John Larroquette, William Shatner, James Spader, Tara Summers, Mark Valley, Gary Anthony Williams, Constance Zimmer
  - The Closer - G. W. Bailey, Michael Paul Chan, Raymond Cruz, Anthony John Denison, Robert Gossett, Phillip P. Keene, Gina Ravera, Corey Reynolds, Kyra Sedgwick, J. K. Simmons, Jon Tenney
  - Grey's Anatomy - Justin Chambers, Eric Dane, Patrick Dempsey, Katherine Heigl, T. R. Knight, Chyler Leigh, Sandra Oh, James Pickens Jr., Ellen Pompeo, Sara Ramírez, Brooke Smith, Kate Walsh, Chandra Wilson
  - Mad Men - Bryan Batt, Anne Dudek, Michael Gladis, Jon Hamm, Christina Hendricks, January Jones, Vincent Kartheiser, Robert Morse, Elisabeth Moss, Maggie Siff, John Slattery, Rich Sommer, Aaron Staton
- 2009
  - Mad Men - Bryan Batt, Alison Brie, Michael Gladis, Jon Hamm, Aaron Hart, Christina Hendricks, January Jones, Vincent Kartheiser, Mark Moses, Elisabeth Moss, Kiernan Shipka, John Slattery, Rich Sommer, Aaron Staton
  - Boston Legal - Candice Bergen, Saffron Burrows, Christian Clemenson, Taraji P. Henson, John Larroquette, William Shatner, James Spader, Tara Summers, Gary Anthony Williams
  - The Closer - G. W. Bailey, Michael Paul Chan, Raymond Cruz, Anthony John Denison, Robert Gossett, Phillip P. Keene, Gina Ravera, Corey Reynolds, Kyra Sedgwick, J. K. Simmons, Jon Tenney
  - Dexter - Preston Bailey, Julie Benz, Jennifer Carpenter, Valerie Cruz, Kristin Dattilo, Michael C. Hall, Desmond Harrington, C. S. Lee, Jason Manuel Olazabal, David Ramsey, James Remar, Christina Robinson, Jimmy Smits, Lauren Vélez, David Zayas
  - Dr. House - Medical Division (House, M.D.) - Lisa Edelstein, Omar Epps, Peter Jacobson, Hugh Laurie, Robert Sean Leonard, Jennifer Morrison, Kal Penn, John Spencer, Olivia Wilde

### 2010
- 2010
  - Mad Men - Alexa Alemanni, Bryan Batt, Jared S. Gilmore, Michael Gladis, Jon Hamm, Jared Harris, Christina Hendricks, January Jones, Vincent Kartheiser, Robert Morse, Elisabeth Moss, Kiernan Shipka, John Slattery, Rich Sommer, Christopher Stanley, Aaron Staton
  - The Closer - G. W. Bailey, Michael Paul Chan, Raymond Cruz, Anthony Denison, Robert Gossett, Phillip P. Keene, Corey Reynolds, Kyra Sedgwick, J. K. Simmons, Jon Tenney
  - Dexter - Preston Bailey, Julie Benz, Jennifer Carpenter, Brando Eaton, Courtney Ford, Michael C. Hall, Desmond Harrington, C. S. Lee, John Lithgow, Rick Peters, James Remar, Christina Robinson, Lauren Vélez, David Zayas
  - The Good Wife - Christine Baranski, Josh Charles, Matt Czuchry, Julianna Margulies, Archie Panjabi, Graham Phillips, Makenzie Vega
  - True Blood - Chris Bauer, Mehcad Brooks, Anna Camp, Nelsan Ellis, Michelle Forbes, Mariana Klaveno, Ryan Kwanten, Todd Lowe, Michael McMillian, Stephen Moyer, Anna Paquin, Jim Parrack, Carrie Preston, William Sanderson, Alexander Skarsgård, Sam Trammell, Rutina Wesley, Deborah Ann Woll
- 2011
  - Boardwalk Empire - L'impero del crimine (Boardwalk Empire) - Steve Buscemi, Dabney Coleman, Stephen Graham, Paz de la Huerta, Anthony Laciura, Kelly Macdonald, Gretchen Mol, Aleksa Palladino, Vincent Piazza, Michael Pitt, Michael Shannon, Paul Sparks, Michael Stuhlbarg, Shea Whigham, Michael Kenneth Williams
  - The Closer - G. W. Bailey, Michael Paul Chan, Raymond Cruz, Robert Gossett, Anthony Denison, Corey Reynolds, Kyra Sedgwick, J. K. Simmons, Jon Tenney
  - Dexter - Julie Benz, Jennifer Carpenter, Michael C. Hall, C. S. Lee, James Remar, Lauren Velez, David Zayas
  - The Good Wife - Christine Baranski, Josh Charles, Alan Cumming, Matt Czuchry, Julianna Margulies, Chris Noth, Archie Panjabi, Graham Phillips
  - Mad Men -  Jon Hamm, Jared Harris, Christina Hendricks, January Jones, Vincent Kartheiser, Robert Morse, Elisabeth Moss, Kiernan Shipka, John Slattery, Rich Sommer, Aaron Staton
- 2012
  - Boardwalk Empire - L'impero del crimine (Boardwalk Empire) - Steve Buscemi, Dominic Chianese, Robert Clohessy, Dabney Coleman, Charlie Cox, Josie Gallina, Lucy Gallina, Stephen Graham, Jack Huston, Anthony Laciura, Heather Lind, Kelly Macdonald, Declan McTigue, Rory McTigue, Gretchen Mol, Brady Noon, Connor Noon, Kevin O'Rourke, Aleksa Palladino, Jacqueline Pennewill, Vincent Piazza, Michael Pitt, Michael Shannon, Paul Sparks, Michael Stuhlbarg, Peter Van Wagner, Shea Whigham, Michael Kenneth Williams, Anatol Yusef
  - Breaking Bad - Jonathan Banks, Betsy Brandt, Ray Campbell, Bryan Cranston, Giancarlo Esposito, Anna Gunn, RJ Mitte, Dean Norris, Bob Odenkirk, Aaron Paul
  - Dexter - Billy Brown, Jennifer Carpenter, Josh Cooke, Aimee Garcia, Michael C. Hall, Colin Hanks, Desmond Harrington, Rya Kihlstedt, C. S. Lee, Edward James Olmos, James Remar, Lauren Vélez, David Zayas
  - Il Trono di Spade (Game of Thrones) - Amrita Acharia, Mark Addy, Alfie Allen, Josef Altin, Sean Bean, Susan Brown, Emilia Clarke, Nikolaj Coster-Waldau, Peter Dinklage, Ron Donachie, Michelle Fairley, Jerome Flynn, Elyes Gabel, Aidan Gillen, Jack Gleeson, Iain Glen, Julian Glover, Kit Harington, Lena Headey, Isaac Hempstead-Wright, Conleth Hill, Richard Madden, Jason Momoa, Rory McCann, Ian McElhinney, Luke McEwan, Roxanne McKee, Dar Salim, Mark Stanley, Donald Sumpter, Sophie Turner, Maisie Williams
  - The Good Wife - Christine Baranski, Josh Charles, Alan Cumming, Matt Czuchry, Julianna Margulies, Chris Noth, Archie Panjabi, Graham Phillips, Makenzie Vega
- 2013 
  - Downton Abbey - Hugh Bonneville, Zoe Boyle, Laura Carmichael, Jim Carter, Brendan Coyle, Michelle Dockery, Jessica Brown Findlay, Siobhan Finneran, Joanne Froggatt, Iain Glen, Thomas Howes, Robert James-Collier, Allen Leech, Phyllis Logan, Elizabeth McGovern, Sophie McShera, Lesley Nicol, Amy Nuttall, David Robb, Maggie Smith, Dan Stevens, Penelope Wilton
  - Boardwalk Empire - L'impero del crimine (Boardwalk Empire) - Steve Buscemi, Chris Caldovino, Bobby Cannavale, Meg Chambers Steedle, Charlie Cox, Jack Huston, Patrick Kennedy, Anthony Laciura, Kelly Macdonald, Gretchen Mol, Vincent Piazza, Paul Sparks, Michael Stuhlbarg, Shea Whigham, Anatol Yusef
  - Breaking Bad - Jonathan Banks, Betsy Brandt, Bryan Cranston, Laura Fraser, Anna Gunn, RJ Mitte, Dean Norris, Bob Odenkirk, Aaron Paul, Jesse Plemons, Steven Michael Quezada
  - Homeland - Caccia alla spia (Homeland) - Morena Baccarin, Timothée Chalamet, Claire Danes, Rupert Friend, David Harewood, Diego Klattenhoff, Damian Lewis, David Marciano, Navid Negahban, Jackson Pace, Mandy Patinkin, Zuleikha Robinson, Morgan Saylor, Jamey Sheridan
  - Mad Men - Ben Feldman, Jay R. Ferguson, Jon Hamm, Jared Harris, Christina Hendricks, Vincent Kartheiser, Robert Morse, Elisabeth Moss, Jessica Paré, Teyonah Parris, Kiernan Shipka, John Slattery, Rich Sommer, Aaron Staton
- 2014
  - Breaking Bad - Michael Bowen, Betsy Brandt, Bryan Cranston, Lavell Crawford, Tait Fletcher, Laura Fraser, Anna Gunn, Matthew T. Metzler, RJ Mitte, Dean Norris, Bob Odenkirk, Aaron Paul, Jesse Plemons, Steven Michael Quezada, Kevin Rankin, Patrick Sane
  - Boardwalk Empire - L'impero del crimine (Boardwalk Empire) - Patricia Arquette, Margot Bingham, Steve Buscemi, Brian Geraghty, Stephen Graham, Erik LaRay Harvey, Jack Huston, Ron Livingston, Domenick Lombardozzi, Gretchen Mol, Ben Rosenfield, Michael Stuhlbarg, Jacob Ware, Shea Whigham, Jeffrey Wright
  - Downton Abbey - Hugh Bonneville, Laura Carmichael, Jim Carter, Brendan Coyle, Michelle Dockery, Jessica Brown Findlay, Siobhan Finneran, Joanne Froggatt, Robert James-Collier, Allen Leech, Phyllis Logan, Elizabeth McGovern, Sophie McShera, Matt Milne, Lesley Nicol, Amy Nuttall, David Robb, Maggie Smith, Ed Speleers, Dan Stevens, Cara Theobold, Penelope Wilton
  - Homeland - Caccia alla spia (Homeland) - F. Murray Abraham, Sarita Choudhury, Claire Danes, Rupert Friend, Tracy Letts, Damian Lewis, Mandy Patinkin, Morgan Saylor
  - Il Trono di Spade (Game of Thrones) - Alfie Allen, John Bradley, Oona Chaplin, Gwendoline Christie, Emilia Clarke, Nikolaj Coster-Waldau, Mackenzie Crook, Charles Dance, Joe Dempsie, Peter Dinklage, Natalie Dormer, Nathalie Emmanuel, Michelle Fairley, Jack Gleeson, Iain Glen, Kit Harington, Lena Headey, Isaac Hempstead-Wright, Kristofer Hivju, Paul Kaye, Sibel Kekilli, Rose Leslie, Richard Madden, Rory McCann, Michael McElhatton, Ian McElhinney, Philip McGinley, Hannah Murray, Iwan Rheon, Sophie Turner, Carice van Houten, Maisie Williams
- 2015
  - Downton Abbey - Hugh Bonneville, Laura Carmichael, Jim Carter, Brendan Coyle, Michelle Dockery, Kevin Doyle, Joanne Froggatt, Lily James, Robert James-Collier, Allen Leech, Phyllis Logan, Elizabeth McGovern, Sophie McShera, Matt Milne, Lesley Nicol, David Robb, Maggie Smith, Ed Speleers, Cara Theobold, Penelope Wilton
  - Boardwalk Empire - L'impero del crimine (Boardwalk Empire) - Steve Buscemi, Paul Calderón, Nicholas Calhoun, Louis Cancelmi, John Ellison Conlee, Michael Countryman, Stephen Graham, Domenick Lombardozzi, Nolan Lyons, Kelly Macdonald, Boris McGiver, Vincent Piazza, Paul Sparks, Travis Tope, Shea Whigham, Anatol Yusef, Michael Zegen
  - Homeland - Caccia alla spia (Homeland) - Numan Acar, Nazanin Boniadi, Claire Danes, Rupert Friend, Raza Jaffrey, Nimrat Kaur, Tracy Letts, Mark Moses, Michael O'Keefe, Mandy Patinkin, Laila Robins, Maury Sterling
  - House of Cards - Gli intrighi del potere (House of Cards) - Mahershala Ali, Jayne Atkinson, Rachel Brosnahan, Derek Cecil, Nathan Darrow, Michel Gill, Joanna Going, Sakina Jaffrey, Michael Kelly, Mozhan Marnò, Gerald McRaney, Molly Parker, Jimmi Simpson, Kevin Spacey, Robin Wright
  - Il Trono di Spade (Game of Thrones) - Josef Altin, Jacob Anderson, John Bradley, Dominic Carter, Gwendoline Christie, Emilia Clarke, Nikolaj Coster-Waldau, Ben Crompton, Charles Dance, Peter Dinklage, Natalie Dormer, Nathalie Emmanuel, Iain Glen, Julian Glover, Kit Harington, Lena Headey, Conleth Hill, Rory McCann, Ian McElhinney, Pedro Pascal, Daniel Portman, Mark Stanley, Sophie Turner, Maisie Williams
- 2016
  - Downton Abbey - Hugh Bonneville, Laura Carmichael, Jim Carter, Raquel Cassidy, Brendan Coyle, Tom Cullen, Michelle Dockery, Kevin Doyle, Joanne Froggatt, Lily James, Robert James-Collier, Allen Leech, Phyllis Logan, Elizabeth McGovern, Sophie McShera, Lesley Nicol, Julian Ovenden, David Robb, Maggie Smith, Penelope Wilton
  - Homeland - Caccia alla spia (Homeland) - F. Murray Abraham, Atheer Adel, Claire Danes, Alexander Fehling, Rupert Friend, Nina Hoss, René Ifrah, Mark Ivanir, Sebastian Koch, Miranda Otto, Mandy Patinkin, Sarah Sokolovic
  - House of Cards - Gli intrighi del potere (House of Cards) - Mahershala Ali, Derek Cecil, Nathan Darrow, Michael Kelly, Elizabeth Marvel, Molly Parker, Jimmi Simpson, Kevin Spacey, Robin Wright
  - Mad Men - Sola Bamis, Stephanie Drake, Jay R. Ferguson, Bruce Greenwood, Jon Hamm, Christina Hendricks, January Jones, Vincent Kartheiser, Elisabeth Moss, Kevin Rahm, Kiernan Shipka, John Slattery, Rich Sommer, Aaron Staton, Mason Vale Cotton
  - Il Trono di Spade (Game of Thrones) - Alfie Allen, Ian Beattie, John Bradley, Gwendoline Christie, Emilia Clarke, Michael Condron, Nikolaj Coster-Waldau, Ben Crompton, Liam Cunningham, Stephen Dillane, Peter Dinklage, Nathalie Emmanuel, Tara Fitzgerald, Jerome Flynn, Brian Fortune, Joel Fry, Aidan Gillen, Iain Glen, Kit Harington, Lena Headey, Michiel Huisman, Hannah Murray, Brenock O'Connor, Daniel Portman, Iwan Rheon, Owen Teale, Sophie Turner, Carice van Houten, Maisie Williams, Tom Wlaschiha
- 2017
  - Stranger Things - Millie Bobby Brown, Cara Buono, Joe Chrest, Natalia Dyer, David Harbour, Charlie Heaton, Joe Keery, Gaten Matarazzo, Caleb McLaughlin, Matthew Modine, Rob Morgan, John Paul Reynolds, Winona Ryder, Noah Schnapp, Mark Steger, Finn Wolfhard
  - The Crown - Claire Foy, Clive Francis, Harry Hadden-Paton, Victoria Hamilton, Daniel Ings, Billy Jenkins, Vanessa Kirby, John Lithgow, Lizzy McInnerny, Ben Miles, Jeremy Northam, Nicholas Rowe, Matt Smith, Pip Torrens, Harriet Walter
  - Downton Abbey - Samantha Bond, Hugh Bonneville, Patrick Brennan, Laura Carmichael, Jim Carter, Raquel Cassidy, Paul Copley, Brendan Coyle, Michelle Dockery, Kevin Doyle, Michael C. Fox, Joanne Froggatt, Matthew Goode, Harry Hadden-Paton, Robert James-Collier, Sue Johnston, Allen Leech, Phyllis Logan, Elizabeth McGovern, Sophie McShera, Lesley Nicol, Douglas Reith, David Robb, Maggie Smith, Jeremy Swift, Howard Ward, Penelope Wilton
  - Il Trono di Spade (Game of Thrones) - Alfie Allen, Jacob Anderson, Dean-Charles Chapman, Emilia Clarke, Nikolaj Coster-Waldau, Liam Cunningham, Peter Dinklage, Nathalie Emmanuel, Kit Harington, Lena Headey, Conleth Hill, Kristofer Hivju, Michiel Huisman, Faye Marsay, Jonathan Pryce, Sophie Turner, Carice van Houten, Gemma Whelan, Maisie Williams
  - Westworld - Dove tutto è concesso (Westworld) - Ben Barnes, Ingrid Bolsø Berdal, Ed Harris, Luke Hemsworth, Anthony Hopkins, Sidse Babett Knudsen, James Marsden, Leonardo Nam, Thandie Newton, Talulah Riley, Rodrigo Santoro, Angela Sarafyan, Jimmi Simpson, Ptolemi Slocum, Evan Rachel Wood, Shannon Woodward, Jeffrey Wright
- 2018
  - This Is Us - Eris Baker, Alexandra Breckenridge, Sterling K. Brown, Lonnie Chavis, Justin Hartley, Faithe Herman, Ron Cephas Jones, Chrissy Metz, Mandy Moore, Chris Sullivan, Milo Ventimiglia, Susan Kelechi Watson, Hannah Zeile
  - The Crown - Claire Foy, Victoria Hamilton, Vanessa Kirby, Anton Lesser, Matt Smith
  - The Handmaid's Tale - Madeline Brewer, Amanda Brugel, Ann Dowd, O. T. Fagbenle, Joseph Fiennes, Tattiawna Jones, Max Minghella, Elisabeth Moss, Yvonne Strahovski, Samira Wiley
  - Stranger Things - Sean Astin, Millie Bobby Brown, Cara Buono, Joe Chrest, Catherine Curtin, Natalia Dyer, David Harbour, Charlie Heaton, Joe Keery, Gaten Matarazzo, Caleb McLaughlin, Dacre Montgomery, Paul Reiser, Winona Ryder, Noah Schnapp, Sadie Sink, Finn Wolfhard
  - Il Trono di Spade (Game of Thrones) - Alfie Allen, Jacob Anderson, Pilou Asbæk, Hafþór Júlíus Björnsson, John Bradley, Jim Broadbent, Gwendoline Christie, Emilia Clarke, Nikolaj Coster-Waldau, Liam Cunningham, Peter Dinklage, Richard Dormer, Nathalie Emmanuel, James Faulkner, Jerome Flynn, Aidan Gillen, Iain Glen, Kit Harington, Lena Headey, Isaac Hempstead-Wright, Conleth Hill, Kristofer Hivju, Tom Hopper, Anton Lesser, Rory McCann, Staz Nair, Richard Rycroft, Sophie Turner, Rupert Vansittart, Maisie Williams
- 2019
  - This Is Us - Eris Baker, Alexandra Breckenridge, Sterling K. Brown, Niles Fitch, Mackenzie Hancsicsak, Justin Hartley, Faithe Herman, Jon Huertas, Melanie Liburd, Chrissy Metz, Mandy Moore, Lyric Ross, Chris Sullivan, Milo Ventimiglia, Susan Kelechi Watson, Hannah Zeile
  - The Americans - Anthony Arkin, Scott Cohen, Brandon J. Dirden, Noah Emmerich, Laurie Holden, Margo Martindale, Matthew Rhys, Costa Ronin, Keri Russell, Keidrich Sellati, Miriam Shor, Holly Taylor
  - Better Call Saul - Jonathan Banks, Rainer Bock, Ray Campbell, Giancarlo Esposito, Michael Mando, Bob Odenkirk, Rhea Seehorn
  - The Handmaid's Tale - Alexis Bledel, Madeline Brewer, Amanda Brugel, Ann Dowd, O. T. Fagbenle, Joseph Fiennes, Nina Kiri, Max Minghella, Elisabeth Moss, Yvonne Strahovski, Sydney Sweeney, Bahia Watson
  - Ozark - Jason Bateman, Lisa Emery, Skylar Gaertner, Julia Garner, Darren Goldstein, Jason Butler Harner, Carson Holmes, Sofia Hublitz, Laura Linney, Trevor Long, Janet McTeer, Peter Mullan, Jordana Spiro, Charlie Tahan, Robert Treveiler, Harris Yulin

### 2020
- 2020
  - The Crown - Marion Bailey, Helena Bonham Carter, Olivia Colman, Charles Dance, Ben Daniels, Erin Doherty, Charles Edwards, Tobias Menzies, Josh O'Connor, Sam Phillips, David Rintoul, Jason Watkins
  - Big Little Lies - Piccole grandi bugie (Big Little Lies) - Ian Armitage, Darby Camp, Cameron Crovetti, Nicholas Crovetti, Laura Dern, Martin Donovan, Merrin Dungey, Crystal Fox, Ivy George, Nicole Kidman, Zoë Kravitz, Kathryn Newton, Jeffrey Nordling, Denis O'Hare, Adam Scott, Alexander Skarsgård, Douglas Smith, Meryl Streep, James Tupper, Robin Weigert, Reese Witherspoon, Shailene Woodley
  - The Handmaid's Tale - Alexis Bledel, Madeline Brewer, Amanda Brugel, Ann Dowd, O. T. Fagbenle, Joseph Fiennes, Kristen Gutoskie, Nina Kiri, Ashleigh LaThrop, Elisabeth Moss, Yvonne Strahovski, Bahia Watson, Bradley Whitford, Samira Wiley
  - Stranger Things - Millie Bobby Brown, Cara Buono, Jake Busey, Natalia Dyer, Cary Elwes, Priah Ferguson, Brett Gelman, David Harbour, Maya Hawke, Charlie Heaton, Andrey Ivchenko, Joe Keery, Gaten Matarazzo, Caleb McLaughlin, Dacre Montgomery, Michael Park, Fransca Reale, Winona Ryder, Noah Schnapp, Sadie Sink, Finn Wolfhard
  - Il Trono di Spade (Game of Thrones) - Alfie Allen, Pilou Asbæk, Jacob Anderson, John Bradley, Gwendoline Christie, Emilia Clarke, Nikolaj Coster-Waldau, Ben Crompton, Liam Cunningham, Joe Dempsie, Peter Dinklage, Richard Dormer, Nathalie Emmanuel, Jerome Flynn, Iain Glen, Kit Harington, Lena Headey, Isaac Hempstead-Wright, Conleth Hill, Kristofer Hivju, Rory McCann, Hannah Murray, Staz Nair, Daniel Portman, Bella Ramsey, Richard Rycroft, Sophie Turner, Rupert Vansittart, Maisie Williams
- 2021
  - The Crown - Gillian Anderson, Marion Bailey, Helena Bonham Carter, Stephen Boxer, Olivia Colman, Emma Corrin, Erin Doherty, Charles Edwards, Emerald Fennell, Tobias Menzies, Josh O'Connor e Sam Phillips
  - Better Call Saul - Jonathan Banks, Tony Dalton, Giancarlo Esposito, Patrick Fabian, Michael Mando, Bob Odenkirk e Rhea Seehorn
  - Bridgerton - Adjoa Andoh, Julie Andrews, Lorraine Ashbourne, Jonathan Bailey, Ruby Barker, Jason Barnett, Sabrina Bartlett, Joanna Bobin, Harriet Cains, Bessie Carter, Nicola Coughlan, Kathryn Drysdale, Phoebe Dynevor, Ruth Gemmell, Florence Hunt, Martins Imhangbe, Claudia Jessie, Jessica Madsen, Molly McGlynn, Ben Miller, Luke Newton, Julian Ovenden, Regé-Jean Page, Golda Rosheuvel, Hugh Sachs, Luke Thompson, Will Tilston e Polly Walker
  - Lovecraft Country - La terra dei demoni (Lovecraft Country) - Jamie Chung, Aunjanue Ellis, Jada Harris, Abbey Lee, Jonathan Majors, Wunmi Mosaku, Jordan Patrick Smith, Jurnee Smollett e Michael Kenneth Williams
  - Ozark - Jason Bateman, McKinley Belcher III, Jessica Frances Dukes, Lisa Emery, Skylar Gaertner, Julia Garner, Sofia Hublitz, Kevin L. Johnson, Laura Linney, Janet McTeer, Tom Pelphrey, Joseph Sikora, Felix Solis, Charlie Tahan e Madison Thompson
- 2022
  - Succession - Nicholas Braun, Juliana Canfield, Brian Cox, Kieran Culkin, Dagmara Domińczyk, Peter Friedman, Jihae, Justine Lupe, Matthew Macfadyen, Dasha Nekrasova, Scott Nicholson, David Rasche, Alan Ruck, J. Smith-Cameron, Sarah Snook, Fisher Stevens, Jeremy Strong e Zoë Winters
  - The Handmaid's Tale - Alexis Bledel, Madeline Brewer, Amanda Brugel, Ann Dowd, O. T. Fagbenle, Joseph Fiennes, Sam Jaeger, Max Minghella, Elisabeth Moss, Yvonne Strahovski, Bradley Whitford e Samira Wiley
  - The Morning Show - Jennifer Aniston, Shari Belafonte, Eli Bildner, Néstor Carbonell, Steve Carell, Billy Crudup, Mark Duplass, Amber Friendly, Janina Gavankar, Valeria Golino, Tara Karsian, Hannah Leder, Greta Lee, Julianna Margulies, Joe Marinelli, Michelle Meredith, Ruairi O'Connor, Joe Pacheco, Karen Pittman, Victoria Tate, Desean Terry e Reese Witherspoon
  - Squid Game - Heo Sung-tae, Jun Young-soo, HoYeon Jung, Kim Joo-ryoung, Lee Byung-hun, Lee Jung-jae, O Yeong-su, Park Hae-soo, Anupam Tripathi e Wi Ha-joon
  - Yellowstone - Kelsey Asbille, Wes Bentley, Ryan Bingham, Gil Birmingham, Ian Bohen, Eden Brolin, Kevin Costner, Hugh Dillon, Luke Grimes, Hassie Harrison, Cole Hauser, Jennifer Landon, Finn Little, Brecken Merrill, Will Patton, Piper Perabo, Kelly Reilly, Denim Richards, Taylor Sheridan, Forrie J. Smith e Jefferson White
- 2023
  - The White Lotus - F. Murray Abraham, Paolo Camilli, Jennifer Coolidge, Adam DiMarco, Meghann Fahy, Federico Ferrante, Bruno Gouery, Beatrice Grannò, Jon Gries, Tom Hollander, Sabrina Impacciatore, Michael Imperioli, Theo James, Aubrey Plaza, Haley Lu Richardson, Eleonora Romandini, Federico Scribani, Will Sharpe, Simona Tabasco, Leo Woodall e Francesco Zecca
  - Better Call Saul - Jonathan Banks, Ed Begley Jr., Tony Dalton, Giancarlo Esposito, Patrick Fabian, Bob Odenkirk e Rhea Seehorn
  - The Crown - Elizabeth Debicki, Claudia Harrison, Andrew Havill, Lesley Manville, Jonny Lee Miller, Flora Montgomery, James Murray, Jonathan Pryce, Ed Sayer, Imelda Staunton, Marcia Warren, Dominic West e Olivia Williams
  - Ozark - Jason Bateman, Nelson Bonilla, Jessica Frances Dukes, Lisa Emery, Skylar Gaertner, Julia Garner, Alfonso Herrera, Sofia Hublitz, Kevin L. Johnson, Katrina Lenk, Laura Linney, Adam Rothenberg, Felix Solls, Charlie Tahan, Richard Thomas e Damian Young
  - Severance - Patricia Arquette, Michael Chernus, Zach Cherry, Michael Cumpsty, Dichen Lachman, Britt Lower, Adam Scott, Tramell Tillman, Jen Tullock, John Turturro e Christopher Walken
- 2024
  - Succession - Nicholas Braun, Juliana Canfield, Brian Cox, Kieran Culkin, Dagmara Domińczyk, Peter Friedman, Justine Lupe, Matthew Macfadyen, Arian Moayed, Scott Nicholson, David Rasche, Alan Ruck, Alexander Skarsgård, J. Smith-Cameron, Sarah Snook, Fisher Stevens, Jeremy Strong e Zoë Winters
  - The Crown - Khalid Abdalla, Sebastian Blunt, Bertie Carvel, Salim Daw, Elizabeth Debicki, Luther Ford, Claudia Harrison, Lesley Manville, Ed McVey, James Murray, Jonathan Pryce, Imelda Staunton, Marcia Warren, Dominic West e Olivia Williams
  - The Gilded Age - Ben Ahlers, Ashlie Atkinson, Christine Baranski, Denée Benton, Nicole Brydon Bloom, Michael Cerveris, Carrie Coon, Kelley Curran, Taissa Farmiga, David Furr, Jack Gilpin, Ward Horton, Louisa Jacobson, Simon Jones, Sullivan Jones, Celia Keenan-Bolger, Nathan Lane, Matilda Lawler, Robert Sean Leonard, Audra McDonald, Debra Monk, Donna Murphy, Kristine Nielsen, Cynthia Nixon, Kelli O'Hara, Patrick Page, Harry Richardson, Taylor Richardson, Blake Ritson, Jeremy Shamos, Douglas Sills, Morgan Spector, John Douglas Thompson e Erin Wilhelmi
  - The Last of Us - Pedro Pascal e Bella Ramsey
  - The Morning Show - Jennifer Aniston, Nicole Beharie, Shari Belafonte, Néstor Carbonell, Billy Crudup, Mark Duplass, Jon Hamm, Theo Iyer, Hannah Leder, Greta Lee, Julianna Margulies, Tig Notaro, Karen Pittman e Reese Witherspoon
- 2025[1][2]
  - Shōgun
  - Bridgerton
  - The Day of the Jackal
  - The Diplomat
  - Slow Horses

## Statistiche

### Serie Plurivincitrici
4 vittorie
- E.R. - Medici in prima linea

3 vittorie
- Downton Abbey

2 vittorie
- West Wing - Tutti gli uomini del Presidente
- Six Feet Under
- I Soprano
- Mad Men
- Boardwalk Empire - L'impero del crimine
- This Is Us
- The Crown